# Scolopendra hardwickei
Scolopendra hardwickei (лат.) — вид губоногих многоножек (Chilopoda) из рода сколопендр (Scolopendra). Данный вид встречается в южной части Индийского полуострова, Никобарских островах, Суматре.
Взрослые особи достигают длины до 16 см. Усики состоят из 17 или 18 сегментов, из которых первые 6-7 блестят. Вид обладает уникальной окраской — яркие контрастные цвета, попеременно идущие друг за другом. Распространены вариации ярко-красного с черным и ярко-оранжевого с черным. Сегменты имеют четкую цветовую границу. Сзади находится дополнительная пара ног черного цвета.